# Alexandre Finazzi
Pour les articles homonymes, voir Silveira et Finazzi.
Alexandre Silveira Finazzi dit Finazzi (né le 20 août 1973 à São João da Boa Vista) est un footballeur italo-brésilien évoluant au poste d'attaquant.

## Carrière
Véritable mercenaire du football brésilien, Finazzi a fait un bref passage en Europe au FC Sochaux où il n'a jamais réussi à s'adapter et au Japon à Omiya Ardija sans plus de succès.
On le retrouve néanmoins comme titulaire régulier dans l'élite du football brésilien pendant les saisons 2006 et 2007.

## Palmarès
- Coupe du Brésil de football 2005
- Meilleur buteur du championnat de São Paulo de football en 2001
- Champion de D2 française en 2000-2001